# Rock am See

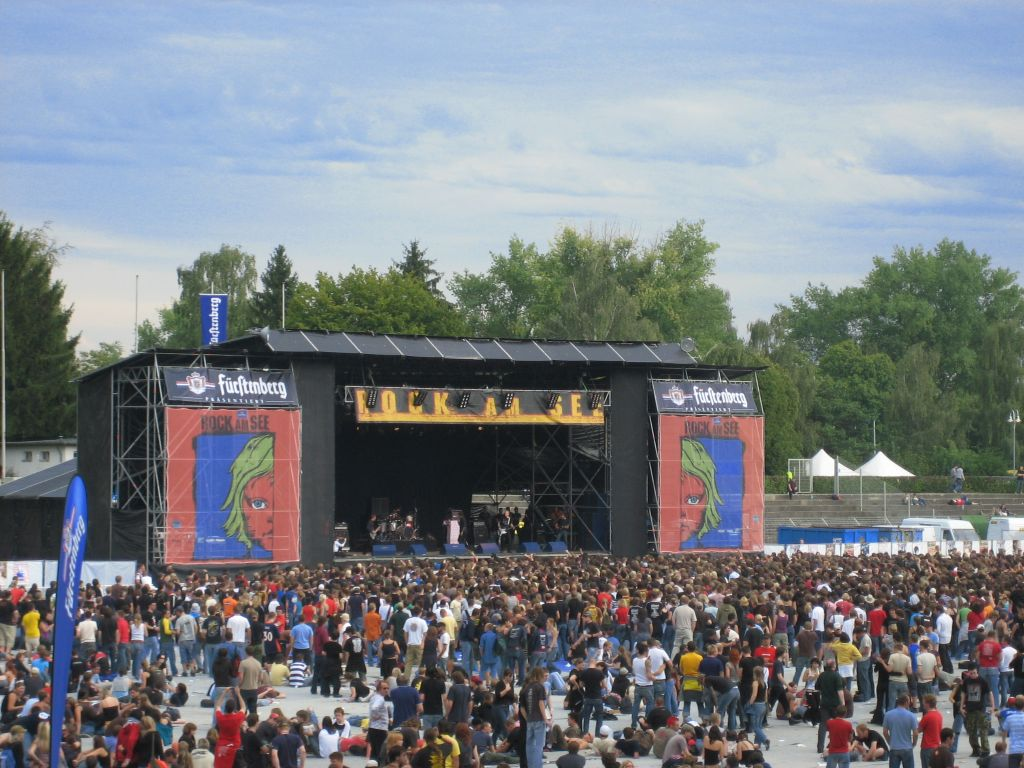
September 2006

Rock am See is een jaarlijks terugkerend muziekfestival in het Bodenseestadion in de Duitse stad Konstanz. Het festival duurt één dag waarbij meestal ongeveer 10 uur aan muziek wordt geboden van 7 verschillende bands.
Het Bodenseestadion biedt ruimte aan 25.000 toeschouwers. Het is het op twee grootste festival in de regio Baden-Württemberg, na het 3-dagen durende Southside Festival en het Sea of Love-festival.

## Optredens
- 1985: Herbert Grönemeyer - Nina Hagen - Ulla Meinecke - Rodgau Monotones - Marche Comune - Jocco Abendroth

- 1986: BAP - Katrina & the Waves - Paul Brady Band - Lloyd Cole and the Commotions - Polo Hofers Schmetterband - Jürgen Waideles Conversation

- 1987: Santana - Gary Moore - The Kinks - Phil Carmen - What's Up - FM

- 1988: Simple Minds - Hothouse Flowers - The Silencers

- 1989: The Cure - Die Toten Hosen - The Mission - The Sugarcubes - Shelleyan Orphan

- 1990: Marius Müller-Westernhagen - Stephan Eicher - Runrig - The Stranglers - Fish - Sly and Robbie - Les Negresses Vertes

- 1991: The Pogues - Gianna Nannini - Bob Geldof - Dave Stewart & The Spiritual Cowboys - Vaya Con Dios - Bellybutton & The Knockwells

- 1993: Leonard Cohen - Heroes Del Silencio - Pur - Die Fantastischen Vier - The Ukrainians - Patent Ochsner - Dan Lukas

- 1994: Herbert Grönemeyer - Runrig - The Hooters - Fury in the Slaughterhouse - Paul Weller - Jonny Clegg & Savuka - Erich und das Polk

- 1995: The Cure - Sinéad O'Connor - New Model Army - Heather Nova - Angélique Kidjo - The Mutton Birds

- 1996: Neil Young & Crazy Horse - Levellers - Marla Glen - Grant Lee Buffalo - Selig - Cyrano & Band

- 1997: Rammstein - Skunk Anansie - Faith No More - Neneh Cherry - Eels - Subway To Sally - pH Value

- 1998: Die Toten Hosen - Green Day - New Model Army - Tito & Tarantula - J.B.O. - Oomph! - Silent Faces

- 1999: Lenny Kravitz - Skunk Anansie - Die Fantastischen Vier - Liquido - Creed - Cree Summer - Stereophonics

- 2000: Limp Bizkit - blink-182 - H-Blockx - Reamonn - Muse - Deftones - No Use For A Name - Die Happy

- 2001: Marilyn Manson - Die Ärzte - Papa Roach - Clawfinger - Mad Caddies - Backyard Babies - Alien Ant Farm

- 2002: Die Toten Hosen - Nickelback - NOFX - Puddle of Mudd - Donots - The Shell - Frenzal Rhomb

- 2003: Metallica - Placebo - Sum 41 - Lagwagon - Anti-Flag - Alien Ant Farm - Die Happy

- 2004: Die Ärzte - Velvet Revolver - Sportfreunde Stiller - Beatsteaks - Papa Roach - Everlast - Strung Out

- 2005: Die Toten Hosen - KoRn - NOFX - The Hives - Social Distortion - Coheed and Cambria - Snitch

- 2006: Placebo - Mando Diao - Maxïmo Park - Pennywise - boysetsfire - Rise Against - A Wilhelm Scream - Die kleinen Götter

- 2007: Nine Inch Nails - Billy Talent - Sportfreunde Stiller - NOFX - Razorlight - The Sounds - The Graduate

- 2008: Die Ärzte - Iggy & The Stooges - Bad Religion - Deichkind - Plain White T's - The Futureheads - The Subways

- 2009: Deep Purple (wegens afzegging van Oasis) - Mando Diao - The Hives - Kasabian - The Sounds - Sugarplum Fairy - Kilians

- 2010: Die Toten Hosen - Luke Pritchard - WIZO - Skunk Anansie - Kate Nash - Friska Viljor - State Radio

- 2011: Seeed - Editors - The Subways - Johnossi - Bonaparte - Royal Republic - Young Rebel Set

- 2012: Green Day - Beatsteaks - Social Distortion - Flogging Molly - Angels & Airwaves - Jupiter Jones - Itchy Poopzkid